# Petrykiw (Ternopil)
Petrykiw (ukrainisch Петриків; russisch Петриков Petrikow, polnisch Petryków) ist ein Dorf in der ukrainischen Oblast Ternopil mit etwa 4100 Einwohnern (2010).
Das erstmals 1458 schriftlich erwähnte Dorf liegt am rechten Ufer des Seret 5 km südwestlich vom Stadtzentrum der Oblasthauptstadt Ternopil.
Im Norden des Dorfes verläuft die Fernstraße M 12/E 50.
Am 12. Juni 2020 wurde das Dorf ein Teil der Siedlungsgemeinde Welyka Beresowyzja im Rajon Ternopil, bis dahin bildete es die Landsratsgemeinde Petrykiw (Петриківська сільська рада/Petrykiwska silska rada) im Zentrum des Rajons Ternopil.